# Leonhard Peurl

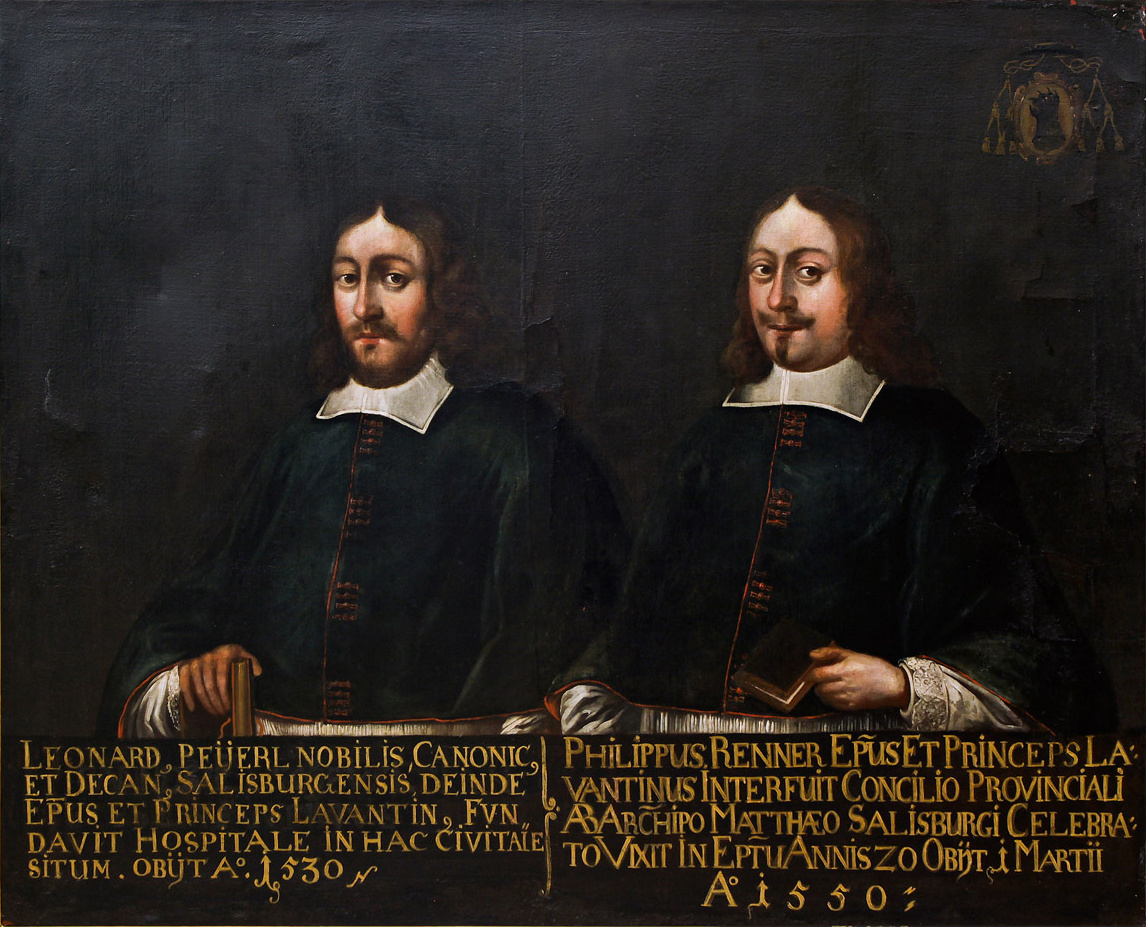
Fürstbischof Leonhard Peurl (li.) neben seinem Lavanter Amtsnachfolger Philipp Renner (Ölgemälde 17. Jh.)

Leonhard Peurl (auch Pewerl, * 1454 in St. Florian; † 5. November 1536) war Bischof von Lavant von 1508 bis 1536.

## Leben
Leonhard Peurl wurde als Sohn des bischöflich-lavantinischen Anwalts Bernhard Peurl in St. Florian geboren. Einer seiner Brüder war St. Lambrechter Amtmann im weststeirischen Pibertal, sein Neffe Verwalter der Grazer Burg. Am 14. April 1470 ist Leonhard Peurl in den Matrikeln der Universität Wien eingetragen. Diese Eintragung Leonardus Pewrl de Spanberg prope Grecz belegt die Herkunft vom Peuerlhof in Schwanberg.
Am 4. Oktober 1494 wurde Leonhard Peurl zum Ökonomen der Salzburger Erzdiözese bestellt, von 1494 bis 1514 war er Domdechant in Salzburg, 1498 nahm er als Bevollmächtigter des Erzbischofs am Reichstag König Maximilians I. zu Freiburg teil. Ab 1508 übte er seine Salzburger Funktionen parallel zu seinem Bischofsamt in Lavant aus. Die Wahl dafür fand am 26. November, die Weihe am 13. Dezember 1508 in Salzburg statt.
Die schlechte wirtschaftliche Lage des Bistums, die durch Bauernaufstände und die ständige Türkengefahr verschärft wurden, bereiteten dem Bischof große Sorgen. Mit der Bestellung des Gurker Bischofs Matthäus Lang von Wellenburg 1514 zum Koadjutor in Salzburg endete die Funktion Peurls als Domdechant und es beginnen die Versuche, ihm wegen Kränklichkeit einen Koadjutor beizugeben, was zunächst erfolgreich abgelehnt wurde. Erst am 24. Februar 1524 wurde dazu Philipp Renner bestellt, der aber zunächst ebenfalls auf Ablehnung stieß. Peurl hätte die wirtschaftliche Verwaltung behalten und die geistliche sollte an Renner übergehen sollen. Philipp Renner erhielt zunächst die Propstei St. Bartholomä zu Friesach als Wohnung und konnte seine Funktion erst ab 1533 ausüben.
Im Jahr 1536 verzichtete Peurl auf sein Bischofsamt. Er verstarb noch im selben Jahr und wurde in der Domkirche (jetzt Stiftskirche) in St. Andrä beigesetzt.

### Suffragan des Patriarchats von Aquileia
Leonhard Peurl war ab 1511 auch im Patriarchat von Aquileia tätig. Die Ermächtigungen beruhten auf seiner Ernennung zum Suffragan des Patriarchats von Aquileia für den Bereich „diesseits der Berge“. Diese Ernennung wurde durch Dominicus Grimani, Kardinalbischof von Porto und Patriarch von Aquileia, am 18. Mai 1511 in Rom vorgenommen. Damit war Leonhard Peurl berechtigt, Priester, Kirchen und Altäre zu weihen, Visitationen vorzunehmen und Synoden abzuhalten. Im Ergebnis hatte er aufgrund dieser Bestellung in den zur Erzdiözese Aquileia gehörenden Archidiakonaten Krain, Saunien, Oberkärnten, Gailtal und Jauntal sowie in der Windischen Mark und in Reifnitz weitreichendere Berechtigungen als in seiner eigenen, im Vergleich wesentlich kleineren Diözese. In den Jahren 1511 und 1512 wird Bischof Peurl als „episcopus Lauentinensis suffraganeusque Aquilegiensis diocesis“ genannt. Diese Vollmachten haben ihren Hintergrund in den Auseinandersetzungen zwischen Kaiser Maximilian und der Republik Venedig in Oberitalien, bei denen es unter anderem um die Herrschaft in der Grafschaft Görz ging und die es dem Patriarchat Aquileia praktisch unmöglich machten, seine Rechte in Kärnten, Krain und anderen Besitzungen im Herrschaftsbereich der Habsburger wahrzunehmen. Auf diesen Vollmachten beruhen bischöfliche Handlungen Leonhard Peurls außerhalb seiner Diözese in Kärnten (so z. B. bei in Windischgraz am 6. Juni 1517), in Krain und in der Untersteiermark an bzw. südlich der Drau.